# Chris Wakelin
Chris Wakelin (Rugby, 16 de marzo de 1992) es un jugador de snooker inglés.

## Biografía
Nació en la ciudad inglesa de Rugby en 1991. Es jugador profesional de snooker desde 2013. Se ha proclamado campeón de un único torneo de ranking, el Snooker Shoot Out de 2023. No ha logrado, hasta la fecha, hilar ninguna tacada máxima, y la más alta de su carrera está en 144.